# Kąty (gmina w guberni lubelskiej)
Kąty – dawna gmina wiejska istniejąca do 1868 roku w guberni lubelskiej. Siedzibą władz gminy były Kąty.
Za Królestwa Polskiego gmina Kąty należała do powiatu zamojskiego w guberni lubelskiej.
Gminę zniesiono w  1868 roku, a Kąty znalazły się w gminie Abramów.